# Praktikprövning
Praktikprövning (en. "situation testing") är en metod som bland annat används för att skapa bevis i diskrimineringsärenden. Dessa bevis kan sedan användas i diskrimineringsrättegångar för att bevisa att diskriminering har ägt rum.
Metoden innebär att man använder sig av olika testpersoner/grupper av testpersoner som är identiska på alla sätt förutom just den aspekt som skall testas (till exempel kön, etnicitet, funktionsnedsättning, sexuell läggning eller ålder). Denna metod används i bland annat USA, Storbritannien och Belgien för att bevisa enskilda diskrimineringsärenden i domstol.
För närvarande[när?] pågår ett europeiskt forskningsprojekt inom ämnet praktikprövning, med syfte att utreda om det föreligger några juridiska hinder att använda praktikprövning som bevis i rättegångar i Sverige. Detta projekt är ett samarbete mellan Byrån För Lika Rättigheter, Dr Isabelle Rorive från the Free University of Brussels och The Migration Policy Group.